# 古埃及文學

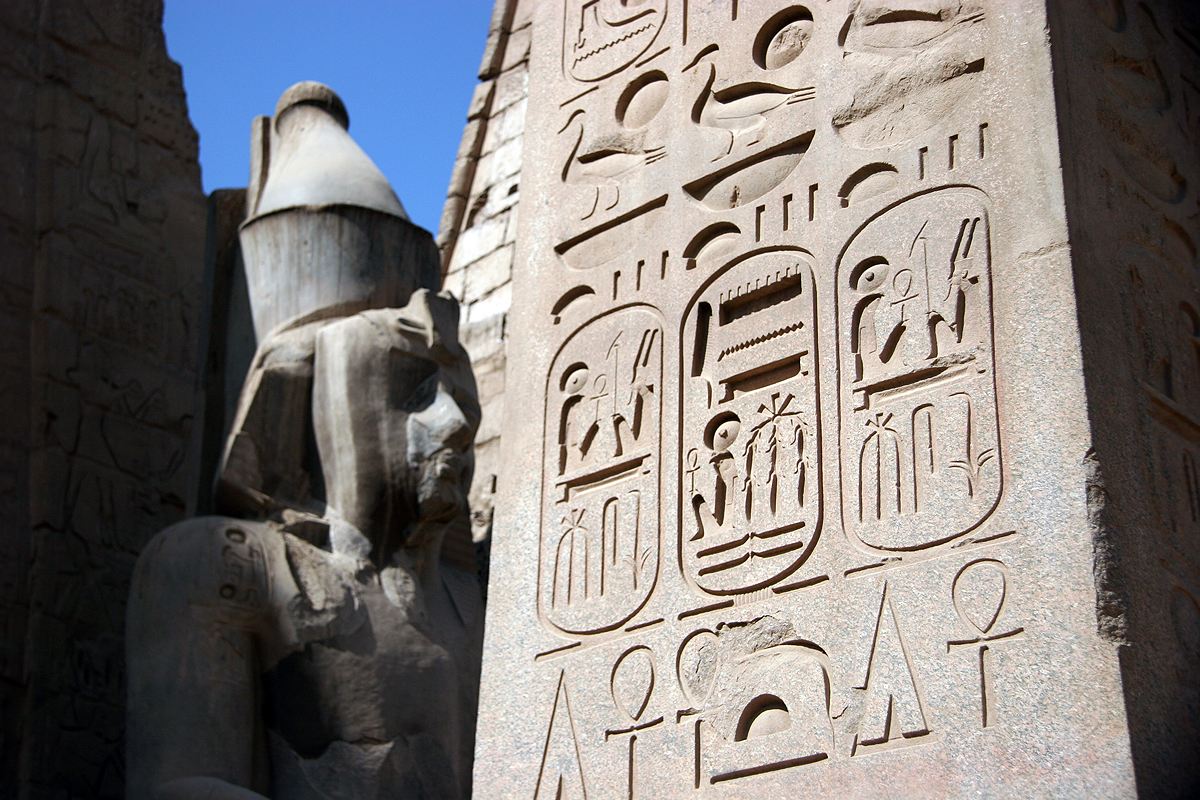
寫有「拉美西斯二世」的埃及象形文字與渦卷裝飾，位於新王國時期盧克索神廟。

古埃及文學，意為古埃及法老時代至羅馬統治晚期間，以古埃及語著成的文學。它是埃及文學中最古老的文獻記載。同蘇美文學，古埃及文學被認為是世上最早的文學。
古埃及文字 — 即聖書體與僧侶體 — 最早起源於公元前4千年期末的前王朝時期晚期。至古王國時期（公元前26世紀至公元前22世紀）時，出現了祭文、書信、宗教聖歌與詩、追敘當代傑出行政官員的紀念自傳文本等文學作品。

## 外部連結
- 網路古代史文獻：埃及 （页面存档备份，存于）（由紐約福特漢姆大學提供）
- 古埃及的語言（页面存档备份，存于）（由比利時埃及學者 Jacques Kinnaer 提供）
- 古埃及文學的古騰堡計畫電子書 （页面存档备份，存于）（E. A. Wallis Budge）
- 德州大學出版 - 古埃及文學：文集 (2001)（完整序言，由 John L. Foster 提供）